# Monàkino (Ussuriïski)
|  | Per a altres significats, vegeu «Monàkino». |

Monàkino (en rus: Монакино) és un poble del krai de Primórie, a l'Extrem Orient de Rússia, que en el cens del 2010 tenia 170 habitants. Pertany al districte rural d'Ussuriïski.